# Els viatges de Gulliver
Els viatges de Gulliver (títol complet: Viatges a diverses nacions remotes del món, en quatre parts. Per Lemuel Gulliver, un cirurgià especialista primer, a continuació, un capità de diversos vaixells) és una obra de l'escriptor i clergue irlandès Jonathan Swift de 1726 (revisat el 1735). Narra els viatges fantàstics de Gulliver, i és alhora una sàtira dels costums anglesos de l'època de l'autor i de la naturalesa humana en general, i una paròdia del gènere literari de les narracions de viatges de l'època. És l'obra llarga més coneguda de Swift i tot un clàssic de la literatura en anglès.
La novel·la ha viscut nombroses adaptacions fílmiques i seqüeles, com la pel·lícula en dibuixos animats de 1939 de Dave Fleischer.

## Argument

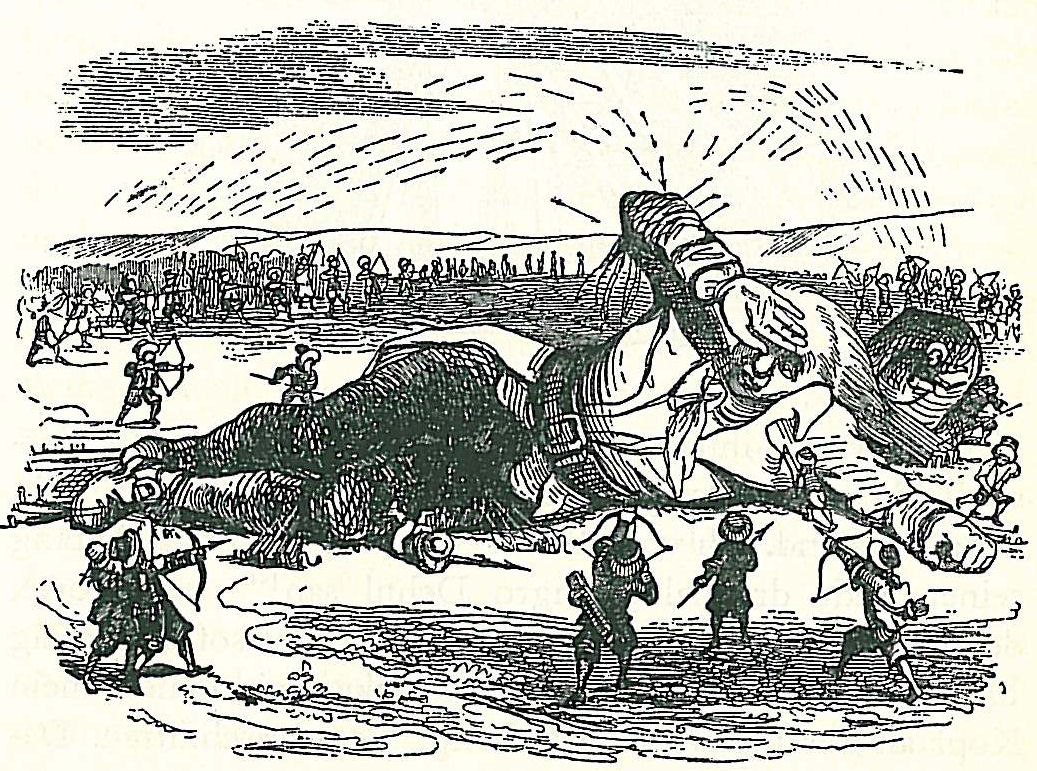
Gulliver i els bel·licosos habitants de Lil·liput

### Primera part: viatge a Lil·liput
4 maig 1699 — 13 Abril 1702
Durant el seu primer viatge, Gulliver naufraga a l'oceà Índic i arriba a l'illa de Lil·liput, on és fet presoner per una raça de persones minúscules, de menys de 15 cm d'alçada. Després d'assegurar-se del seu bon comportament, l'hostatgen en un temple abandonat i es converteix en el favorit de la cort reial, rebent permís per recórrer la ciutat amb la condició que no faci mal als seus súbdits.
Al principi, els lil·liputencs són hospitalaris, però també se’ns revela que són un poble que s'enquimera per qüestions trivials. Per exemple, l'elecció d'esquerdar els ous per l'extrem ample o l'estret ha causat un profund cisma polític dins d'aquesta nació. Són un poble bel·licós que es deleix per fer demostracions d'autoritat i assedegat de poder. Gulliver ajuda els lil·liputencs a sotmetre els habitants del regne insular veí de Blefuscu robant-los la flota. Tot i això, es nega a reduir Blefuscu a una província de Lil·liput, cosa que desplau el rei i la cort reial. A més, certs membres del Consell Reial li tenen una gran gelosia i animadversió.
Finalment Gulliver és acusat de traïció per, entre altres delictes, haver orinat al palau per apagar un incendi. El rei decideix condemnar-lo a ser cegat i després a morir de gana, però un cortesà amic revela aquests plans a Gulliver, que s'escapa a Blefuscu. Aquí, veu i recupera una barca abandonada i es fa a la mar, essent rescatat per un vaixell de pas que el torna de manera segura a casa.

### Segona part: viatge a Brobdingnag
20 juny 1702 — 3 juny 1706
Gulliver aviat marxa de nou. El veler Adventure és arrossegat per les tempestes i obligat a acostar-se en cerca d'aigua dolça a una península de la costa occidental del continent nord-americà. Allà un gegant encalça els companys de Gulliver, que fugen al vaixell deixant-lo abandonat.
Gulliver descobreix que l'herba del país és tan alta com un arbre. De seguida l'atrapa un granger que fa 22 metres d'alçada i 9 de gambada. El gegant granger se l'emporta a casa, i la seva filla Glumdalclitch es converteix en la seva guardiana i cuidadora. El pagès el tracta com una curiositat i l'exhibeix per diners. Al cap d'un temps, l'exhibició constant fa que Gulliver caigui malalt, i el pagès el ven a la reina d'aquell regne, anomenat Brobdingnag. Glumdalclitch (que acompanyava Gulliver mentre el seu pare l'exhibia) és admesa al servei de la cort per continuar tenint cura del petit home i ensenyant-li la llengua de Brobdingnag. Com que Gulliver és massa petit per utilitzar les seves enormes cadires i llits, la reina encarrega que se li construeixi una capsa perquè hi visqui i una altra perquè se’l pugui transportar; aquesta darrera és la seva «cambra de viatge».
Entre petites aventures com lluitar contra rates i vespes gegants, les malifetes del gelós nan de la reina i ser segrestat i transportat a la teulada del palau per un mico, aprèn la llengua del país i discuteix la constitució i els afers de la Gran Bretanya amb el rei, que en fa una crítica punyent. El monarca li prohibeix introduir l'ús de la pólvora i la fabricació de pistoles i canons, que l'horroritzen especialment. En un viatge a la vora del mar, una àguila gegant arrabassa la seva cambra de viatge, que acaba caient al mar, on és recollit per mariners que el retornen a Anglaterra.

### Tercera part: viatge a Laputa, Balnibarbi, Glubbdubdrib, Luggnagg i el Japó
5 agost 1706 — 16 abril 1710
En tornar a sortir, els pirates ataquen el vaixell de Gulliver, que és abandonat en una desolada illa rocosa. N'és rescatat per l'illa voladora de Laputa, el palau-fortalesa d'un regne de científics dedicats a les arts de la música, les matemàtiques i l'astronomia més que no a les arts pràctiques. En lloc d'utilitzar exèrcits, Laputa té el costum de llançar roques cap avall a ciutats rebels del terra per sotmetre-les. Els nobles laputans viuen tan absorts en especulacions que per poder conversar un lacai «espavilador» els ha d'anar fregant les orelles i la boca per treure’ls del seu capficament.
Gulliver recorre Balnibarbi, el regne governat de Laputa, com a convidat d'un cortesà de baix rang i veu la ruïna provocada per la persecució cega de la ciència sense resultats pràctics, en una sàtira contra la Royal Society i els seus experiments. A la Gran Acadèmia de Lagado, capital de Balnibarbi, s'utilitzen grans recursos i mà d'obra en la investigació de projectes ridículament ambiciosos com ara extreure raigs de sol de cogombres, llaurar els camps amb porcs, convertir les teranyines en seda, fer una màquina per escriure llibres sobre qualsevol tema a partir de la combinació aleatòria de paraules, o descobrir conspiracions polítiques examinant els excrements de persones sospitoses. Tot seguit, Gulliver marxa cap a Maldonada, el principal port de Balnibarbi, per esperar un vaixell mercant que el pugui portar al Japó.
Mentre espera un passatge, Gulliver fa una breu visita a l'illa de Glubbdubdrib que es troba al sud-oest de Balnibarbi. A Glubbdubdrib, visita la casa d'un nigromant que sap invocar els morts i parla de la història amb els fantasmes de personatges històrics. Entre els fantasmes hi ha Juli Cèsar, Brutus, Homer, Aristòtil, René Descartes i Pierre Gassendi.
A l'illa veïna de Luggnagg, troba els struldbrugs, persones immortals. No tenen el do de l'eterna joventut, sinó que pateixen les malalties de la vellesa i els consideren morts legalment als vuitanta anys.
Després d'arribar al Japó, Gulliver viatja a Amsterdam en un vaixell holandès i, des d'Àmsterdam, torna a casa seva.

### Quarta part: viatge al país dels houyhnhnms
7 setembre 1710 — 5 desembre 1715
Malgrat la seva intenció anterior de romandre a casa, Gulliver torna a la mar com a capità d'un vaixell mercant, ja que està avorrit de la feina de cirurgià. La seva tripulació, però, s'amotina, el tanquen un bon temps a la cabina, i decideixen fer-se pirates i abandonar-lo al primer tros de terra que es troben. S'endinsa en el país desconegut i troba una raça de criatures salvatges semblants a homes però peluts i dotats d'urpes. Poc després, topa amb uns cavalls que semblen intel·ligents i es comuniquen en un llenguatge de renills, i descobreix que aquests cavalls parlants s'anomenen houyhnhnms, i que crien com a animals domèstics les criatures humanoides, que ells anomenen yahoos.
Gulliver és adoptat com a familiar per un d'aquests cavalls, viu a casa seva i n'aprèn el llenguatge. Informa llargament el seu «amo» sobre diversos aspectes de la política i la societat europea, tot i les dificultats ja que la llengua houyhnhnm no té termes per a conceptes com la guerra, la llei i el càstig, ni de fet per a la idea mateixa de mentir. El houyhnhnm queda horroritzat i respon que els humans són tan sols yahoos dotats d'alguna aparença de raó que només fan servir per agreujar els vicis que la natura els ha donat. Gulliver arriba a admirar i imitar els houyhnhnms i la seva forma de vida, concebent una gran antipatia cap als yahoos, els costums dels quals semblen parodiar els humans.
Tot i que Gulliver decideix no tornar a viure mai més entre humans i quedar-se per adquirir les virtuts d'aquesta raça, una assemblea dels houyhnhnms decreta que Gulliver, un yahoo amb certa aparença de raó, és un perill per a la seva civilització i li ordena que torni a la terra de la qual provenia. A contracor obeeix, s'enginya una canoa i es fa a la mar. Encara que s'estimaria més passar la resta de la vida en una illa deserta que no conviure amb humans, és rescatat per la força per la tripulació d'un vaixell portuguès. El sorprèn que el capità Pedro de Mendez, a qui considera yahoo, és prou generós i humanitari per tenir cura d'ell fins que a Lisboa l'embarca de tornada a Anglaterra.
Un cop a casa seva Gulliver troba grans dificultats per adaptar-se a la vida entre "yahoos" fins al punt de desmaiar-se quan la seva dona l'abraça. Es converteix en un reclús que evita el contacte físic amb la família i no surt de casa excepte per passar hores parlant amb els cavalls dels seus estables.
En l'últim capítol, Gulliver explica el seu propòsit a l'hora de publicar la seva narració, que és exposar la falsedat de molts relats de viatges. També es defensa de no haver informat les autoritats angleses sobre les seves descobertes, ja que no creu que cap dels països descrits puguin ser conquerits ni colonitzats.

## Història
No se sap amb certesa quan va començar Swift a escriure Els viatges de Gulliver (gran part de l'escriptura es va fer a Loughry Manor a Cookstown, Co. Tyrone mentre Swift va romandre allà) però podria ser el 1713, quan Swift, Gay, Pope, Arbuthnot i altres van formar el Scriblerus Club amb el propòsit de satiritzar gèneres literaris populars. Segons aquests relats, a Swift li van encarregar escriure les memòries de l'autor imaginari del club, Martinus Scriblerus, i també satiritzar el subgènere de “narracions de viatges”. Se sap, a partir de la correspondència de Swift, que la composició en si va començar el 1720 escrivint primer les parts I i II, després la part IV el 1723 i la part III escrita el 1724; però s'anaven fent canvis fins i tot mentre Swift estava escrivint les Cartes de Drapier. L'agost de 1725, el llibre estava acabat i com que Els viatges de Gulliver era una sàtira clarament anti whig, és probable que Swift fes que el manuscrit es copiés de manera que la seva forma d'escriure no pogués usar-se com a prova si se'l perseguia per ella, com havia passat amb alguns dels seus pamflets irlandesos (les Cartes de Drapier).

### Motte
El març de 1726, Swift va viatjar a Londres perquè li publiquessin la seva obra; el manuscrit va ser lliurat en secret a l'editor Benjamin Motte, que va fer servir cinc impremtes diferents per accelerar la producció i evitar la pirateria. Motte, coneixent que era un supervendes, però temorós de la persecució, va tallar o alterar els passatges més ofensius (com les descripcions dels concursos cortesans a Lil·liput i la rebel·lió de Lindalin), va afegir una defensa de la reina Anna a la part II, i ho va publicar. La primera edició va ser llançada en dos volums el 28 d'octubre de 1726.
Motte va publicar Els viatges de Gulliver anònimament, i com passava sovint amb les obres de moda, li van seguir moltes seqüeles (Memoirs of the Court of Lilliput), paròdies (Two Lilliputian Odes, The first on the Famous Engine With Which Captain Gulliver extinguish' d the Palace Fire...) i "claus" (Gulliver Decipher'd i Lemuel Gulliver's Travels in Several Remote Regions of the World Compendiously Methodiz'd, el segon per Edmund Curll que havia escrit, de manera semblant, una "clau" del Conte d'una bóta de Swift el 1705). Majoritàriament, es van imprimir anònimament (ocasionalment, pseudoanònimament) i ràpidament es van oblidar. Swift no hi va tenir res a veure i les va desautoritzar en l'edició de Faulkner del 1735. L'amic de Swift, Alexander Pope, va escriure un conjunt de cinc Verses on Gulliver's Travels, que van agradar tant a Swift que els va afegir a la segona edició del llibre, encara que actualment poques vegades s'inclouen.

### Faulkner
En 1735, un editor irlandès, George Faulkner, va imprimir un conjunt d'obres de Swift, el volum del qual II contenia Els viatges de Gulliver. Tal com es revela a l'"Advertència al lector" de Faulkner, havia tingut accés a una còpia anotada de l'obra de Motte per part d'"un amic de l'autor" (probablement era l'amic de Swift Charles Ford) que va reproduir la major part del manuscrit sense les esmenes de Motte, havent-se destruït el manuscrit original. Es creu també, encara que no s'ha pogut provar, que Swift va revisar com a mínim proves de l'edició de Faulkner abans de la seva impressió. En general, aquesta és la que es considera edició prínceps de Els Viatges de Gulliver amb una petita excepció. Aquesta edició tenia una peça afegida de Swift, A letter from Capt. Gulliver to his Cousin Sympson ("Una carta del capità Gulliver al seu cosí Sympson"), que es queixava de les alteracions de Motte al text original, dient que ho havia canviat tant que "difícilment la reconec com a obra meva" i repudiant tots els canvis de Motte així com totes les "claus", libels, paròdies, segones parts i continuacions que havien aparegut en els anys intermedis. Aquesta carta forma ara part de molts textos estàndards.

### Lindalí
L'episodi de cinc paràgrafs a la Part III, narrant la rebel·lió de la ciutat superficial de Lindalí contra l'illa volant de Laputa, era una al·legoria òbvia de l'assumpte de les Cartes de Drapier del qual Swift estava orgullós. Lindalí representava a Dublín i les imposicions de Laputa representaven la imposició britànica de la moneda corrent de coure de mala qualitat de William Wood. Faulkner havia omès aquest passatge, bé per sensibilitat política en ser un editor irlandès imprimint una sàtira antibritànica, o possiblement perquè el text amb què treballava no incloïa el passatge. El 1899, el fragment va ser inclòs en una nova edició de les Obres completes. Les edicions modernes deriven de l'edició de Faulkner amb la inclusió d'aquest afegit del 1899.
Isaac Asimov assenyala a The Annotated Gulliver que Lindalí es considera que és transsumpte de Dublín, composta per doble "lins"; d'aquí, Dublín.

## Interpretació
L'obra és una sàtira dels costums contemporanis i diversos personatges o conceptes han passat a la cultura popular. Per exemple, Yahoo és com es diuen els humans al país dels cavalls, terme que ha inspirat una empresa informàtica (Yahoo!), i Lil·liput, amb els seus derivats, es considera sinònim de petit en diverses llengües.
Els habitants de Lil·liput són ridículs perquè amb qualsevol excusa van a la guerra, fet que usa Swift per denunciar l'absurd de qualsevol conflicte armat. Els seus oposats, els gegants, viuen massa pendents de la riquesa (són una crítica a la noblesa). També critica els debats estèrils de les societats científiques, en comptes de pensar aplicacions per als seus descobriments que ajudin a millorar la vida de la gent.
Al darrer viatge, es pregunta per la naturalesa de l'ésser humà (els cavalls són molt més nobles que les persones al llibre), corrompuda per la societat (la seva visió barreja la concepció de Rousseau amb el pessimisme de Hobbes, que el porta a renegar de la seva família quan torna a la seva llar). És un viatge on mostra una possible utopia, contra tots els defectes que han aparegut en les societats fantàstiques precedents.

## Traduccions al català
El llibre ha estat traduït al català múltiples vegades, però sovint en adaptacions i resums per a nens i joves. Fins a l'any 2005 no se'n publica la primera versió completa en català.
- Viatges de Gulliver a diverses nacions del món. Trad. de Lluís Deztany. Barcelona : L'Avenç, 1913.
- Els viatges de Gulliver. Trad. de Xavier Bonfill i il·l. de Joan Junceda. Barcelona : Ed. Baguñà, 1922; Barcelona: Catalana, 1950.
- Viatges de Gulliver: Viatge a Lilliput i a Brobdingnac. Trad. de J. Farran i Mayoral. Barcelona: Editorial Catalana, 1923; Barcelona: Llibr. Catalònia, 1934; Barcelona: s. n., 1936. Es tracta d'una traducció dels dos primers viatges que destaca per la seva fidelitat.
- Els viatges de Gulliver. Trad. de Francesc Francisco-Busquets. Girona: CCG Edicions, 2005; Barcelona: Curbet, 2014. Primera traducció completa al català.
- Els viatges de Gulliver. Trad. de Victòria Gual i Godó. Martorell : Adesiara, 2015.

## Repercussió

### Parc Gulliver

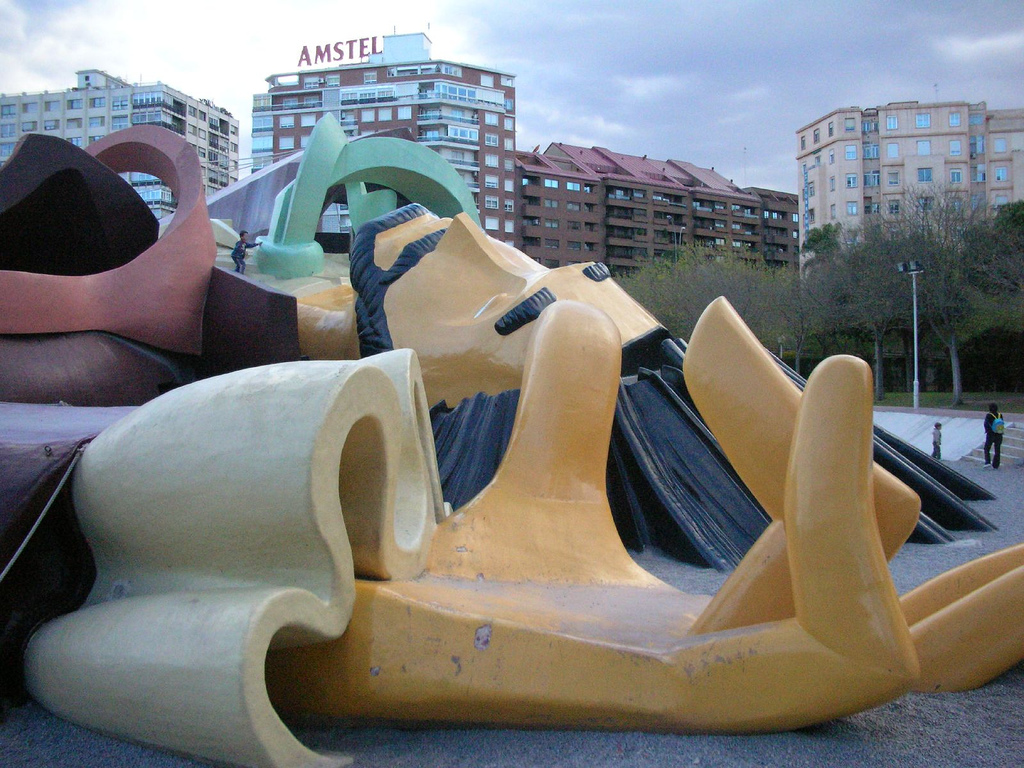
Parc Gulliver

A la ciutat de València hi ha, des de 1990, un parc infantil amb tobogans, inspirat en el personatge protagonista de l'obra. L'escultura de Gulliver, de 70 metres i amb diversos tobogans amagats pel seu cos, va ser dissenyada per Sento Llobell, i realitzada per l'arquitecte Rafael Rivera i l'artista faller Manolo Martín.